# Marchigüe
Marchihue är en kommun i Chile.   Den ligger i provinsen Provincia de Cardenal Caro och regionen Región de O'Higgins, i den södra delen av landet, 140 km sydväst om huvudstaden Santiago de Chile.
Trakten runt Marchihue består till största delen av jordbruksmark. Runt Marchihue är det glesbefolkat, med 13 invånare per kvadratkilometer.